# خورشیدگرفتگی ۱۲ ژوئیه ۲۰۵۶
خورشیدگرفتگی ۱۲ ژوئیه ۲۰۵۶ (به انگلیسی: Solar eclipse of July 12, 2056) یک خورشیدگرفتگی از نوع خورشیدگرفتگی حلقه‌ای است. این خورشیدگرفتگی در تاریخ ۱۲ ژوئیه ۲۰۵۶ میلادی (‎۲۲ تیر ۱۴۳۵ خورشیدی) روی خواهد داد که زمان اوج آن، ساعت ۲۰:۲۱:۵۹ به‌وقت ساعت هماهنگ جهانی است. مدت زمان و طول این خورشیدگرفتگی ۱ دقیقه و ۲۶ ثانیه خواهد بود.